# Campo de deportação de Drancy
Campo de deportação de Drancy foi um infame campo de concentração temporário na cidade de Drancy, poucos quilómetros a norte de Paris, França. Foi usado durante a ocupação da França pelos alemães na Segunda Guerra Mundial.
Originariamente tinha sido planeado como um projecto imobiliário público mas foi convertido para um centro de detenção para judeus e também homossexuais e outros tidos como "indesejados", que eram aqui encarcerados por ordens dos Nazis, e ali esperavam pelo transporte (ferroviário) que os levaria a Auschwitz e outros campos de extermínio e de concentração alemães.
Tal como muitos outros centros de detenção por toda a França, Drancy foi criado pelo governo de Vichy, de Philippe Pétain, em 1941 e estava sob o controlo da polícia francesa até 1 de Julho de 1943, altura em que os alemães decidiram tomar o controlo, para acelerar as exterminações.
O campo de Drancy era um complexo de vários andares, construído para 700 pessoas, mas que no seu auge contou com mais de 7.000 prisioneiros. As condições eram brutais. As crianças eram separadas dos pais. Muitos intelectuais e artistas franceses estiveram presos em Drancy, incluindo Max Jacob o filósofo Tristan Bernard e o coreógrafo René Blum; além do escritor austríaco Oskar von Wertheimer.
Das 120.000 pessoas que passaram por Drancy, aproximadamente 65.000 eram judeus. Destes, 63.000 foram assassinados, incluindo 6.000 crianças. Apenas 2.000 estavam vivos quando as forças aliadas libertaram o campo em 17 de Agosto de 1944.
|  |  |